# Lissonota xanthopyga
Lissonota xanthopyga là một loài tò vò trong họ Ichneumonidae.